# Zak Dearnley
Zachary Harry Dearnley  (Sheffield, Inglaterra; 28 de septiembre de 1998) es un futbolista inglés, juega como delantero y su equipo actual es el Oldham Athletic de la league Two de Inglaterra.

## Trayectoria
Dearnley comenzó su carrera en las juveniles del Manchester United. Estuvo en el banco de suplentes en mayo de 2017 para el último encuentro de Premier League contra el Crystal Palace. Durante la temporada 2018-19 bajo el mando de José Mourinho, Dearnley se entrenó con el primer equipo en la preparación para un encuentro de la UEFA Champions League con la Juventus. El 31 de enero de 2019, Dearnley fue cedido al Oldham Athletic de la EFL League Two. Hizo su debut profesional el 9 de febrero contra el Crawley Town, y logró marcar el segundo gol de Oldham en una victoria por 3-0.

### Estadísticas
Actualizado de acuerdo al último partido jugado el 9 de febrero de 2019.
| Club | Div           | Temporada     | Liga nacionales(1) | Liga nacionales(1) | Liga nacionales(1) | Copas nacionales(2) | Copas nacionales(2) | Copas nacionales(2) | Torneos internacionales | Torneos internacionales | Torneos internacionales | Total | Total | Total  | Media goleadora |
| Club | Div           | Temporada     | Part.              | Goles              | Asist.             | Part.               | Goles               | Asist.              | Part.                   | Goles                   | Asist.                  | Part. | Goles | Asist. | Media goleadora |
| --- | ------------- | ------------- | ------------------ | ------------------ | ------------------ | ------------------- | ------------------- | ------------------- | ----------------------- | ----------------------- | ----------------------- | ----- | ----- | ------ | --------------- |
| Manchester United Inglaterra                                                                                    |               |               |                    |                    |                    |                     |                     |                     |                         |                         |                         |       |       |        |                 |
| 1.ª |               |               |                    |                    |                    |                     |                     |                     |                         |                         |                         |       |       |        |                 |
| 2016-17 | 0             | 0             | 0                  | 0                  | 0                  | 0                   | 0                   | 0                   | 0                       | 0                       | 0                       | 0     | 0,0   |        |                 |
| 2017-18 | 0             | 0             | 0                  | 0                  | 0                  | 0                   | 0                   | 0                   | 0                       | 0                       | 0                       | 0     | 0,0   |        |                 |
| 2018-19 | 0             | 0             | 0                  | 0                  | 0                  | 0                   | 0                   | 0                   | 0                       | 0                       | 0                       | 0     | 0,0   |        |                 |
| Total club | Total club    | 0             | 0                  | 0                  | 0                  | 0                   | 0                   | 0                   | 0                       | 0                       | 0                       | 0     | 0     | 0,0    |                 |
| Oldham Athletic Inglaterra                                                                                      |               |               |                    |                    |                    |                     |                     |                     |                         |                         |                         |       |       |        |                 |
| 4.ª | 2018-19       | 1             | 1                  | 0                  | 0                  | 0                   | 0                   | 0                   | 0                       | 0                       | 1                       | 1     | 0     | 1      |                 |
| New Mills Inglaterra                                                                                            |               |               |                    |                    |                    |                     |                     |                     |                         |                         |                         |       |       |        |                 |
| 6.ª | 2019-20       | 0             | 0                  | 0                  | 0                  | 0                   | 0                   | 0                   | 0                       | 0                       | 0                       | 0     | 0     | 0,0    |                 |
| Total club | Total club    | 1             | 1                  | 0                  | 0                  | 0                   | 0                   | 0                   | 0                       | 0                       | 1                       | 1     | 0     | 1      |                 |
| Total carrera                                                                                                   | Total carrera | Total carrera | 1                  | 1                  | 0                  | 0                   | 0                   | 0                   | 0                       | 0                       | 0                       | 1     | 1     | 0      | 0,0             |
| (1)Incluidos los datos de la Premier League (2016-17, Act.) (2)Incluidos los datos de la FA Cup (2017-18, Act.) |               |               |                    |                    |                    |                     |                     |                     |                         |                         |                         |       |       |        |                 |